# Бакуган: Батъл Планет
Бакуган: Батъл Планет (на японски: 爆ばく丸がんバトルプラネット) е аниме сериал, който е рестарт на оригиналния сериал „Бакуган: Бойци в действие“ (2007-2012). Сериалът е продуциран от Man of Action, Nelvana и Spin Master Entertainment, и е анимиран от TMS Entertainment. Сериалът е излъчен премиерно в Северна Америка през декември 2018 г., който се излъчва по Teletoon в Канада и Cartoon Network в Съединените щати, и по-късно дебютира в Япония през април 2009 г.
Вторият сезон, озаглавен „Бакуган: Брониран съюз“ (на японски: 爆ばく丸がんアーマードアライアンス), е излъчен премиерно на 16 февруари 2020 г. в Канада, и на 1 март в Съединените щати. Екслузивно е пуснат онлайн в Япония на 3 април 2020 г.
Третия сезон – Bakugan: Geogan Rising (на японски: 爆ばく丸がんジオガンライジング) е излъчен премиерно на 24 януари 2021 г. в Канада, с първите 13 епизода, които са излъчени премиерно по Netflix в Съединените щати на 15 април 2021 г.
Четвъртия сезон – „Бакуган: Еволюции“, дебютира в Канада по Teletoon на 6 февруари 2022 г.
Петия сезон – „Бакуган: Легенди“ се излъчи на 12 февруари 2023 г.

## В България
В България сериалът е излъчен премиерно на 5 май 2019 г. по „Картун Нетуърк“ с разписание всеки ден от 21:40 ч.

### Нахсинхронен дублаж
| Роля          | Изпълнител                                       |
| ------------- | ------------------------------------------------ |
| Дан Кузо      | Кристиян Върбановски                             |
| Лия           | Мина Костова                                     |
| Уинтън        | Симеон Дамянов                                   |
| Шун           | Георги Гоцин                                     |
| Драго         | Константин Лунгов                                |
| Други гласове | Александър Йорданов Бернарда Береану Сотир Мелев |

| Обработка           | студио „Про Филмс“ |
| ------------------- | ------------------ |
| Режисьор на дублажа | Сотир Мелев        |
| Преводач            | Дара Цветкова      |